# Rainrod (Schotten)

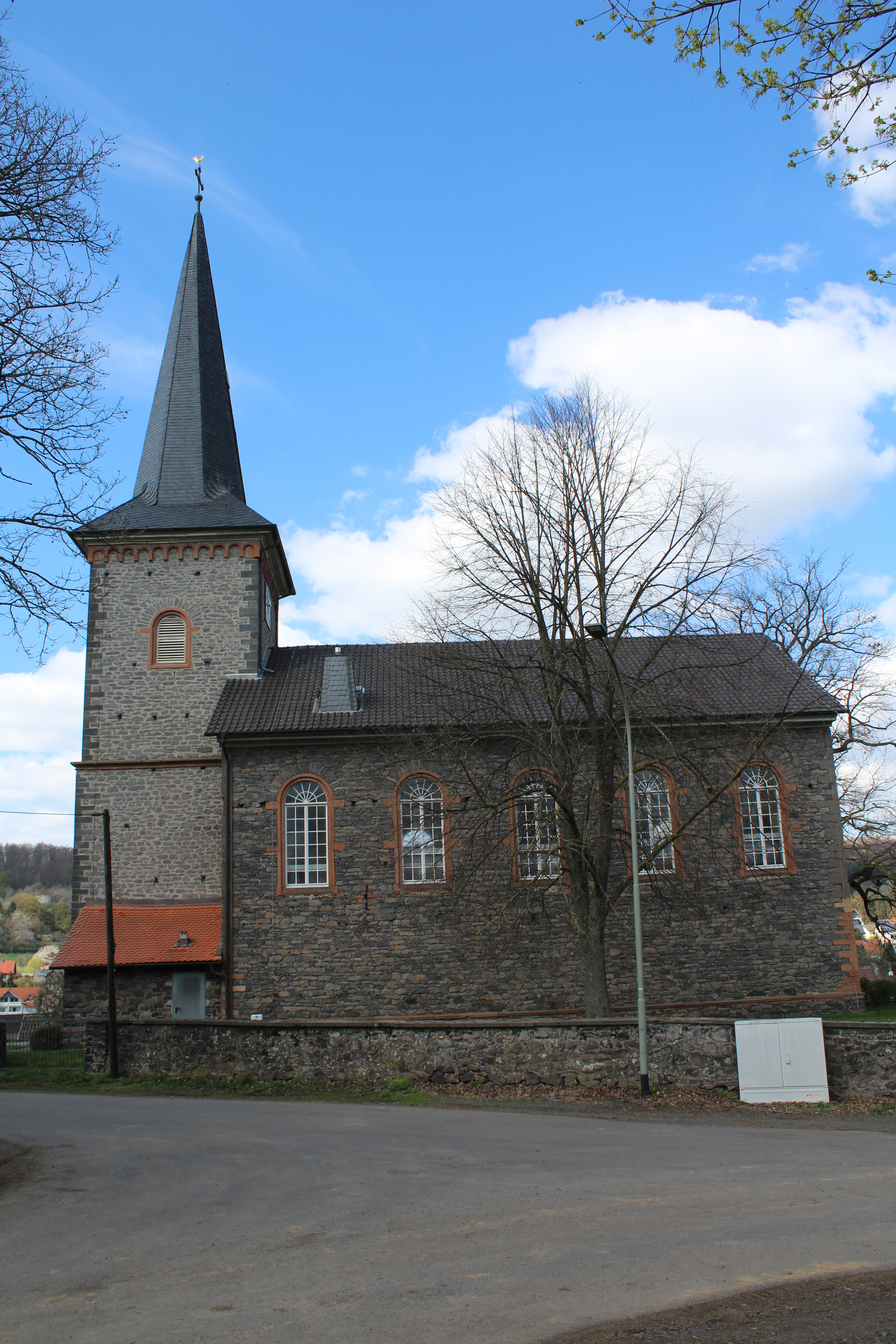
Evangelische Kirche Rainrod

Backhaus, Rathausstrasse

Rainrod ist nach Einwohnerzahl der zweitgrößte Stadtteil von Schotten im mittelhessischen Vogelsbergkreis.

## Geographie
Der Ort liegt am Südwestrand des Vogelsberges südwestlich des Hauptortes Schotten. Durch Rainrod verläuft die Bundesstraße 455. Nordöstlich des Ortes liegt der Niddastausee zum größten Teil auf Rainröder Gemarkung.

## Geschichte

### Ortsgeschichte
Die älteste bekannte schriftliche Erwähnung von Rainrod erfolgte im Jahr 1261 unter dem Namen Reinrod.
Die Statistisch-topographisch-historische Beschreibung des Großherzogthums Hessen berichtet 1830 über Rainrod:

„Rainrod (L. Bez. Schotten) evangel. Filialdorf; liegt im Vogelsberg an der Nidda, 1 St, von Schotten, hat 111 Häuser und 590 Einwohner, die alle evangelisch sind, so wie 1 Kirche, 1 Rathhaus und 3 Mühlen. Unter den Einwohnern befinden sich 108 Handwerker, und darunter namentlich 74 Nagelschmiede, 8 Maurer, 7 Wagner etc. An der Grenze gegen Eichelsdorf, ist das sogenannte Drachenloch, eine tiefe in einem Basaltfelsen befindliche Höhle mit runder Oeffnung, von welcher die Sage erzählt, daß sie von einem Drachen bewohnt gewesen, der zu Zeiten hervorgekommen, aus der 1⁄2 St. entfernten Nidda getrunken, und dem Müller das Wehr verdorben, ohne daß sein Schwanz ganz aus der Höhle gekommen sey etc.“

Nach der Zugehörigkeit zum Landkreis Schotten gehörte Rainrod zum Landkreis Büdingen, und zwar bis zur Gebietsreform in Hessen.
Hessische Gebietsreform (1970–1977)
Zum 1. Dezember 1970 wurde die bis dahin selbständige Gemeinde Rainrod im Zuge der Gebietsreform in Hessen auf freiwilliger Basis in die Stadt Schotten eingegliedert. Für den Stadtteil Rainrod wurde ein Ortsbezirk errichtet.

### Verwaltungsgeschichte im Überblick
Die folgende Liste zeigt die Staaten und Verwaltungseinheiten, denen Rainrod angehört(e):
- vor 1567: Heiliges Römisches Reich, Landgrafschaft Hessen, Amt Schotten
- ab 1567: Heiliges Römisches Reich, Amt Schotten (Söhne der Margarethe von der Saale)[9]
- ab 1584: Heiliges Römisches Reich, Landgrafschaft Hessen-Darmstadt, Amt Schotten[10]
- 1787: Heiliges Römisches Reich, Landgrafschaft Hessen-Darmstadt, Oberfürstentum Hessen, Amt Schotten[11]
- ab 1806: Großherzogtum Hessen, Fürstentum Oberhessen, Amt (und Gericht ab 1803) Schotten und Stornfels[12][13]
- ab 1815: Großherzogtum Hessen, Provinz Oberhessen, Amt und Gericht Schotten und Stornfels[14]
- ab 1821: Großherzogtum Hessen, Provinz Oberhessen, Landratsbezirk Schotten[15][Anm. 2]
- ab 1832: Großherzogtum Hessen, Provinz Oberhessen, Kreis Nidda
- ab 1848: Großherzogtum Hessen, Regierungsbezirk Nidda
- ab 1852: Großherzogtum Hessen, Provinz Oberhessen, Kreis Schotten
- ab 1867: Norddeutscher Bund,[Anm. 3]

Großherzogtum Hessen, Provinz Oberhessen, Kreis Schotten
- ab 1871: Deutsches Reich, Großherzogtum Hessen, Provinz Oberhessen, Kreis Schotten
- ab 1874: Deutsches Reich, Großherzogtum Hessen, Provinz Oberhessen, Kreis Schotten
- ab 1918: Deutsches Reich (Weimarer Republik), Volksstaat Hessen, Provinz Oberhessen, Landkreis Schotten
- ab 1938: Deutsches Reich, Volksstaat Hessen, Landkreis Büdingen[16][Anm. 4]
- ab 1945: Amerikanische Besatzungszone,[Anm. 5] Groß-Hessen, Regierungsbezirk Darmstadt, Landkreis Büdingen
- ab 1946: Amerikanische Besatzungszone, Land Hessen, Regierungsbezirk Darmstadt, Landkreis Büdingen
- ab 1949: Bundesrepublik Deutschland, Land Hessen, Regierungsbezirk Darmstadt, Landkreis Büdingen
- ab 1971: Bundesrepublik Deutschland, Land Hessen, Regierungsbezirk Darmstadt, Landkreis Büdingen, Stadt Schotten[Anm. 6]
- ab 1972: Bundesrepublik Deutschland, Land Hessen, Regierungsbezirk Darmstadt, Vogelsbergkreis, Stadt Schotten
- ab 1981: Bundesrepublik Deutschland, Land Hessen, Regierungsbezirk Gießen, Vogelsbergkreis, Stadt Schotten

### Gerichte seit 1803
In der Landgrafschaft Hessen-Darmstadt wurde mit Ausführungsverordnung vom 9. Dezember 1803 das Gerichtswesen neu organisiert. Für die Provinz Oberhessen wurde das Hofgericht Gießen als Gericht der zweiten Instanz eingerichtet. Die Rechtsprechung der ersten Instanz wurde durch die Ämter bzw. Standesherren vorgenommen und somit war für Rainrod das Amt Schotten zuständig.
Das Hofgericht war für normale bürgerliche Streitsachen Gericht der zweiten Instanz, für standesherrliche Familienrechtssachen und Kriminalfälle die erste Instanz. Die zweite Instanz für die Patrimonialgerichte waren die standesherrlichen Justizkanzleien. Übergeordnet war das Oberappellationsgericht Darmstadt.
Mit der Gründung des Großherzogtums Hessen 1806 wurde diese Funktion beibehalten, während die Aufgaben der ersten Instanz 1821–1822 im Rahmen der Trennung von Rechtsprechung und Verwaltung auf die neu geschaffenen Land- bzw. Stadtgerichte übergingen. Rainrod fiel in den Gerichtsbezirk des „Landgerichts Schotten“.
Anlässlich der Einführung des Gerichtsverfassungsgesetzes mit Wirkung vom 1. Oktober 1879, infolge derer die bisherigen großherzoglich hessischen Landgerichte durch Amtsgerichte an gleicher Stelle ersetzt wurden, während die neu geschaffenen Landgerichte nun als Obergerichte fungierten, kam es zur Umbenennung in „Amtsgericht Schotten“ und Zuteilung zum Bezirk des Landgerichts Gießen.
Mit Wirkung zum 1. Juli 1968 erfolgte die Auflösung des Amtsgerichts Schotten und Rainrod kam zum Gerichtsbezirk des Amtsgerichts Nidda. Zum 1. Januar 2012 wurde auch das Amtsgericht Nidda gemäß Beschluss des hessischen Landtags aufgelöst und Rainrod dem Amtsgericht Büdingen zugeteilt.
Die übergeordneten Instanzen sind jetzt das Landgericht Gießen, das Oberlandesgericht Frankfurt am Main sowie der Bundesgerichtshof als letzte Instanz.

## Bevölkerung

### Einwohnerstruktur
Nach den Erhebungen des Zensus 2011 lebten am Stichtag dem 9. Mai 2011 in Rainrod 1116 Einwohner. Darunter waren 33 (3,0 %) Ausländer.
Nach dem Lebensalter waren 168 Einwohner unter 18 Jahren, 465 zwischen 18 und 49, 267 zwischen 50 und 64 und 219 Einwohner waren älter.
Die Einwohner lebten in 459 Haushalten. Davon waren 117 Singlehaushalte, 144 Paare ohne Kinder und 153 Paare mit Kindern, sowie 36 Alleinerziehende und 9 Wohngemeinschaften. In 93 Haushalten lebten ausschließlich Senioren und in 300 Haushaltungen lebten keine Senioren.

### Einwohnerentwicklung
| • 1791: | 468 Einwohner                       |
| • 1800: | 468 Einwohner                       |
| • 1806: | 526 Einwohner, 107 Häuser           |
| • 1829: | 590 Einwohner, 111 Häuser           |
| • 1867: | 574 Einwohner, 100 bewohnte Gebäude |
| • 1875: | 548 Einwohner, 96 bewohnte Gebäude  |

| Rainrod: Einwohnerzahlen von 1791 bis 2020 | Rainrod: Einwohnerzahlen von 1791 bis 2020 | Rainrod: Einwohnerzahlen von 1791 bis 2020 | Rainrod: Einwohnerzahlen von 1791 bis 2020 | Rainrod: Einwohnerzahlen von 1791 bis 2020 |
| --- | ------------------------------------------ | ------------------------------------------ | ------------------------------------------ | ------------------------------------------ |
| Jahr |                                            |                                            |                                            | Einwohner                                  |
| 1791 | 1791                                       |                                            | 486                                        | 486                                        |
| 1800 | 1800                                       |                                            | 468                                        | 468                                        |
| 1806 | 1806                                       |                                            | 526                                        | 526                                        |
| 1829 | 1829                                       |                                            | 590                                        | 590                                        |
| 1834 | 1834                                       |                                            | 584                                        | 584                                        |
| 1840 | 1840                                       |                                            | 615                                        | 615                                        |
| 1846 | 1846                                       |                                            | 661                                        | 661                                        |
| 1852 | 1852                                       |                                            | 651                                        | 651                                        |
| 1858 | 1858                                       |                                            | 565                                        | 565                                        |
| 1864 | 1864                                       |                                            | 592                                        | 592                                        |
| 1871 | 1871                                       |                                            | 541                                        | 541                                        |
| 1875 | 1875                                       |                                            | 548                                        | 548                                        |
| 1885 | 1885                                       |                                            | 585                                        | 585                                        |
| 1895 | 1895                                       |                                            | 604                                        | 604                                        |
| 1905 | 1905                                       |                                            | 622                                        | 622                                        |
| 1910 | 1910                                       |                                            | 670                                        | 670                                        |
| 1925 | 1925                                       |                                            | 667                                        | 667                                        |
| 1939 | 1939                                       |                                            | 731                                        | 731                                        |
| 1946 | 1946                                       |                                            | 998                                        | 998                                        |
| 1950 | 1950                                       |                                            | 1.036                                      | 1.036                                      |
| 1956 | 1956                                       |                                            | 945                                        | 945                                        |
| 1961 | 1961                                       |                                            | 976                                        | 976                                        |
| 1967 | 1967                                       |                                            | 1.009                                      | 1.009                                      |
| 1970 | 1970                                       |                                            | 1.043                                      | 1.043                                      |
| 1980 | 1980                                       |                                            | ?                                          | ?                                          |
| 1990 | 1990                                       |                                            | ?                                          | ?                                          |
| 2000 | 2000                                       |                                            | ?                                          | ?                                          |
| 2004 | 2004                                       |                                            | 1.204                                      | 1.204                                      |
| 2010 | 2010                                       |                                            | 1.172                                      | 1.172                                      |
| 2011 | 2011                                       |                                            | 1.116                                      | 1.116                                      |
| 2015 | 2015                                       |                                            | 1.142                                      | 1.142                                      |
| 2020 | 2020                                       |                                            | 1.103                                      | 1.103                                      |
| Datenquelle: Historisches Gemeindeverzeichnis für Hessen: Die Bevölkerung der Gemeinden 1834 bis 1967. Wiesbaden: Hessisches Statistisches Landesamt, 1968. Weitere Quellen: LAGIS; Einwohnerzahlen nach 2000:; Zensus 2011 |                                            |                                            |                                            |                                            |

## Religion

### Historische Religionszugehörigkeit
| • 1829: | 590 evangelische (= 100 %) Einwohner                              |
| • 1961: | 871 evangelische (= 89,24 %), 97 katholische (= 9,94 %) Einwohner |

## Politik
Für Rainrod besteht ein Ortsbezirk (Gebiete der ehemaligen Gemeinde Rainrod) mit Ortsbeirat und Ortsvorsteher nach der Hessischen Gemeindeordnung.
Der Ortsbeirat besteht aus neun Mitgliedern. 
Bei den Kommunalwahlen in Hessen 2021 betrug die Wahlbeteiligung 54,53 %. Dabei wurden gewählt: sieben Mitglieder der SPD und zwei Mitglieder der „Freien Wähler“. Der Ortsbeirat wählte Marcel Bechtold (SPD) zum Ortsvorsteher.

## Wirtschaft und Infrastruktur
Im Ort gibt es:
- einen Sportplatz
- einen Campingplatz am Stausee
- ein Lebensmittelgeschäft
- ein Gewerbegebiet

### Bauwerke
In Rainrod befinden sich:
- ein Kindergarten
- eine Grundschule
- die evangelische Kirche Rainrod
- zwei historische Backhäuser

In der Liste der Kulturdenkmäler in Schotten sind für Rainrod 44 einzelne unter Denkmalschutz stehende Kulturdenkmäler aufgeführt.